# Сильников, Павел Данилович
Павел Данилович Сильников (1910, Харьков — 27 октября 1943, Севастополь, Крымская АССР) — советский подпольщик. Расстрелян во время немецкой оккупации Севастополя.

## Биография
Родился в 1910 году в Харькове. С 1936 года проживал в Севастополе. Работал механиком группы катеров и буксиров Главвоенморпорта. С началом немецкой оккупации во время Великой Отечественной войны являлся инженером мастерских («Верфь»).
В ноябре-декабре 1942 года участвовал в создании подпольной группы. В её состав вошли Т. П. Сильникова, М. С. Гаврильченко, рабочие «Верфи» К. В. Федоров («Кривошеев»), Н. Г. Матвеев («Николаенко»), А. Г. Максюк, Г. Я. Максюк и А. И. Сорокин. На квартире мастеров электроцеха Максюков был собран радиоприемник, благодаря которому группа получала сводки «Совинформбюро». Подпольщики участвовали в диверсиях, сборе оружия и распространении листовок.
После взрыва 7 ноября 1942 года судна «Орион» в ночь с 12 на 13 ноября Сильников и семь членов группы были арестованы. 27 октября 1943 года Павел Сильников имевший псевдоним «Павлов» был расстрелян в Севастополе. Расстреляна была и его супруга Таисия Петровна Сильникова 1909 года рождения, действовавшая под псевдонимом «Цыганка». Сильников похоронен в братской могиле на кладбище Коммунаров на 5-й Бастионной улице в мае 1944 года.
Посмертно награждён орденом Ленина и медалью «За оборону Севастополя». Имя Павла Сильникова носит улица в Севастополе (ранее — Школьный спуск).

## Награды
- Орден Ленина (10 мая 1965)[1]
- Медаль «За оборону Севастополя» (1975)[1]